# 人
人在生物学上通常指智人，偶尔也泛指人屬的史前物种，为靈長目、人科的一部分，人属成员大致都由人猿／古猿演化而来。長者智人化石表明，現代人類在約20萬年前的東非大裂谷演化成形。
人类有比其他動物更發達的大脑，能進行複雜的計算和抽象思維。加上人類的直立身驅使人類的前肢可以自由活動，因此人類對工具的使用遠超出其他任何物種。人类还试图用哲学、艺术、科学、神话以及宗教来解释自然界的现象。这強烈的好奇心促使了高级工具和科學技术的发展。
与其他灵长类动物一样，人类是社会性的。人类个体之间的社会交际创立了广泛的传统习俗、宗教制度、价值观、法律，这些共同构成了人类社会的基础。人尤其擅长用口語、手势、肢體語言与书面语言来溝通、協作、表达自我、交際、交换意见、组织事物。
截至公元2012年，世界人口已超过70億，大约是所有曾生活在地球上的人的6%。2022年11月15日，全球人口總數突破80億。

## 定义

先驅者鍍金鋁板上的人类（高加索人種）画像。（左邊為雄性，右邊為雌性）

人，人類、現代人可以從生物学和社会学的層面來定義。

### 生物学
生物學上，人被劃分在哺乳綱、靈長目、人科、人屬的一种——现在只有智人種（學名為Homo sapiens），是與黑猩猩、大猩猩、红猩猩及長臂猿同屬人猿总科的靈長目動物 。
人類與其他靈長目動物的不同在於，人類直立行走和奔跑、耐力和皮膚散熱能力極强、頭腦高度發達，以及由此而來的工具使用和製造、推理與語言能力。由于人和猿血缘相近，动物学家德斯蒙德·莫利斯戏称人类为裸猿，并著述从各个角度论述人类种种行为的起源。

### 社会学
文化人類學上，人被定義為能夠使用語言、具有複雜的社會組織與科技發展的生物，尤其是他們能夠建立團體與機構來達到互相支持與協助的目的。
行為學上來看人類的特徵有：懂得使用語言，具有多種複雜的互助性社會組織，喜歡發展複雜的科技的成就感。這些行為學上的差異也衍生出各文化不同的信仰、传说、仪式、社会规范。
精神層面上，人被描述為能夠使用各種靈魂的概念，在宗教中這些靈魂被認為與神聖的力量或存在有關；而在神話學中，人的靈魂也會被拿來與其他的人型動物作對照。如人工智慧或天使是沒有肉體的靈體，獸人或亞人則只有欲望和膚淺的情緒。

## 名詞解釋
未成年雄性人類稱為男孩，而成年者稱為男人。未成年雌性人類稱為女孩，而成年者稱為女人。通常以個人或人來稱呼個別的人類，以全人類稱呼所有的人類。
在哲學與法律裡，人類、人、個體是有著不同的意義的。前者指的是這個物種，而後者則是一個行為個體；譬如說在约翰·洛克的《人类理解论》和伊曼努尔·康德的《道德形而上学基础》，個體就用來指稱一些非人的動物，同時也可指稱神祕動物、人工智能，或是外星人。在神学與宗教哲学上的一個重要的議題即是上帝是否為一個個體（參看类人猿人格）。
漢字裡，“人”字的甲骨文是象形字，描繪的是一個側身站立的人形，刻意突出人的肢體。從金文、小篆一直到楷書都保持了這種簡潔明快的綫條組合。《說文解字》釋：“人，天地之性最貴者也。此籒文。象臂脛之形。凡人之屬皆从人。”
在拉丁文裡，humanus為homo之形容詞態，意思為人（男或女）。古英文的man同時也有這樣的意思在內，如複合字wifman（女人）woman。

## 起源

人類演化樹

目前社會上，關於人類起源，主流的意見包括演化論、神導演化論、上帝創造論、智能設計論、以及外星人創造論。然言，目前主流的學界共識認為，人類等所有動物都是演化而來的，而目前已有壓倒性的證據，支持演化的真實性。人类起源是查尔斯·达尔文提出人類起源論后，逐渐发展起来的一种理论，目前一般认为，人类起源于类人猿，从灵长类经过漫长的演化过程一步一步发展而来，這項理論主張人類在演化上和現存的猿類最為接近。这一理论得到绝大多数生物學家及考古学家的支持，也有壓倒性的事實證據做支持，是现今科学界的主流理论。
在基因上，人類與黑猩猩與倭黑猩猩的關係最近，黑猩猩與大猩猩之間的關係，不如人類與黑猩猩之間來的接近。一般認為人類和黑猩猩的最後共同祖先生存在五百萬到一千多萬年以前；而人屬動物，也就是包括現代人類以及已經絕種的巧人、直立人和尼安德塔人的這個類群，則在大約兩百萬年前由同時具備有現代大猿和人類的一些特徵的南方古猿屬動物演化而來；但近來發現了一些比晚期南方古猿更為古老的人屬化石，因此學界目前認為，人屬應該在更早期就從南方古猿屬中分支出來（而最後的共同祖先則為阿法種），或者兩者都各自由一個未知的更早期共同祖先發展下來。
絕大多數的科學社群和學術團體，都認為演化論是唯一能完全滿足在生物學、古生物學、分子生物學、遺傳學、人類學及其他各領域中所觀察到的現象的理論。一項在1991年所作的蓋洛普民調顯示，只有大約5%的科學家（包括生物學領域外其他科學家）認為自己是創造論者。截至目前為止，沒有任何反對演化論且經過科學方面同行審查的論文，名列科學與醫學期刊搜尋引擎PubMed當中；然而和其它由演化理论发展出来的理论一样，「人類和黑猩猩由共同的祖先分化而來」的这一理论同样面对大量来自宗教界的挑战，不过，罗马天主教倒是支持这一理论，詳請見神導演化論。
儘管目前演化論是解釋人類及所有生物起源的主流理論，但在學術界以外的地方，依舊有許多人相信演化論以外的其他解釋。一項2009年由皮尤研究中心做的調查顯示，在美国「幾乎所有的科學家（97%）都認為，人類和其他的動物是透過演化而變成現在的樣子的，87%的科學家認為，這過程是自然發生的，包含了諸如天擇等的過程；然而科學界的主流觀點，也就是生物是透過天擇等過程演化來的這點，並非一般大眾普遍的看法，只有大約三分之一（32%）的民眾相信演化論。」
根據創造論，人類是由超自然力量或外來力量干涉演化而成，如神、上帝或者外來生物如外星人、平行世界人所創造亦者改造。前者受宗教界尤其是亞伯拉罕諸教所支持信奉，後者以外星人創造論為大宗，因其和上述的神創論衝突較小。基督教和其起源的猶太教認為，男人由神以泥按自己形象所創造，後又取男人的一肋骨造成女人。按中國傳統神话，人類有女媧以泥所造。而許多原始宗教也大都認為人類是神魔以泥所造；外星人創造論信者則是認為，人類與地球上其他生物太不相似，所以主張人類其實是外星高等生物經過基因工程改良而來。另外，人類由外星人創造的假想也常常成為小說或動漫的題材。然而對於演化論以外任何關於生物起源及人類起源的說法，都不受到學界或生物科學要求的證據所支持。不同創造論之間的矛盾也未曾解決。
目前學界對演化的科學性，有著強烈的共識，大約97%的科學家都支持演化論；然而在美国堪薩斯州，政府曾要求課本必須教授演化論以外的其他理論，如「智慧設計論」；而在土耳其也曾發生過將演化論從教科書當中刪除的事件。

## 生理特徵

### 生命週期
人的生命開始於受精卵。在交配中，雄性射精送精子進入雌性子宮結合剛形成的卵细胞，隨技術發展也可人工受精。受精卵在子宮內經過各種生長時期，先卵裂變成胚胎，着床後再變成胎兒，發育完全(常在受精38~40週)後出生。與其他真獸類相比，人類大多每次只繁殖一個後代，但過程顯得複雜許多，長達24小時以上的痛苦分娩並不少見，有時還可能造成嬰兒或女性的傷害乃至死亡。
胎兒從雌性體內娩出后第一次自主呼吸，並改稱爲新生儿。人類出生後會本能吮吸乳頭形狀物體，通常從母乳中獲得出生初期所需營養；部分成體大規模製造配方奶粉，供給同類之有特殊需求者。隨著咀嚼和吞嚥能力强化、乳糖酶產量減少，出生一年後食性開始趨近成體，食量大增，停止取食母乳後乳牙完全發育。
神經和呼吸系統使嬰兒模仿周圍環境，發出各種複雜叫聲，認知與事物關聯的語音，最終習得語言。由於幾乎不可能留下化石證據，语言的起源尚無定論。在2歲時人類通常能熟練直立行走，爲之後各種人類行爲奠定基礎。
人的生命結束于死亡。死亡往往給他人帶來不舒服的感覺和恐惧，也有人声称拥有前世记忆或瀕死經驗，葬禮是人類社會安葬尸体的特殊文化，也起因於對死後世界的想像。

### 大脑
智能是指生物一般性的能力，包括理解、计划、解决问题、抽象思维、表达意念以及语言和学习的能力。智力测验被经常用作确定人的智力。一些研究者已经开始对累积智能进行研究，这种智力来自于人们的协作。计算机科学促进了对人工智能领域的研究，这些研究旨在寻求如何使计算机以更加智能化的方式运算。人的情感，都是由大脑而產生的。通过感官对外界的认识，而形成自己的看法或态度，形成自己的独立判断，并且逐渐深入，形成情感。自20世紀開始，世界各國紛紛實施普及教育或強制教育，以提醒人類的智力和知識水平。

### 身體
人類的外表在文化與藝術上都扮演著重要的角色。人們使用化妝、服裝、珠寶，穿孔甚至是刺青等來裝飾他們的身體。髮型與髮色的不同也暗示著一些文化上的差異。對於食物飲水的需要也在人類文化上表現出來。無法取得食物就會飢餓，無法取得飲水則會口渴甚至脫水。飢餓或脫水過久都造成死亡；人類可以兩個月不吃東西仍存活，但最多三天不喝水就会死亡，食物摄入不充分会导致营养不良。成人平均一天要睡七至八小時；兒童大約是九至十小時；老年人的大约六到七個小時左右，不过現代社会睡眠不足现象很普遍。人的老化疾病会導致身體狀況的下降，醫學是一門研究如何保持身體健康的學科。

### 生活
人类在地球上除南极洲以外大部分的陸地地区长期定居生活。大部分平原地区是人类人口密集的地区，世界上约有2/3的人生活在距海岸线不超过500公里的区域内。山地和高原以及沙漠地区的人口稀少。早期的現代人使用採集和打獵作為搜集食物的主要方式，這方式保证了固定的食物來源，例如採集植物（水果、五穀、塊莖）和蘑菇，及狩獵其他動物。現代人使用火烹調食物是由直立人分支開始的。
人是雜食性動物，能消化植物和動物。人的飲食型態範圍很廣，從純肉食主义者到純素食主义者都有，但一些飲食限制可能會讓人身體患上缺乏症。純肉食者的飲食會導致壞血病、消化系統及心血管疾病，而且壽命會比雜食或者純素食者為短（如因纽特人）；而純素食者的飲食則會導致某些營養素缺乏，最主要是維生素B12。一些人會選擇戒吃一些或所有的肉類，一般會出於宗教、道德、生態保護，或健康的原因等等。
人類的飲食反映在地區文化，亦引致食物科學的發展。一般而言，溫度等其他條件適宜時，人能依靠平時儲存在身上的脂肪生存二到八個星期不等，但沒有水則通常過不了兩個星期。現今，糧食不足依然是一個嚴重的問題，每年均有300,000人因飢餓而面對死亡的威脅，儿童營養不良是一個世界性的問題，然而全球糧食分配是不平均的，而且肥胖疾病在一些國家的人口之中達到非常高的比例。至一萬年前，人開發了農業，農業技術大大增加了人類的糧食來源。這導致了人口快速增加和城市的發展；由於增加了的人口密度，傳染病的傳播更快速。在不同的時間、地區，和不同民族，飲食文化大大的變化了。

## 社会特征

### 語言
目前人類使用的語言大约有7200种，其中只有约2000种有对应文字。世界上分布最广泛的语言有漢語（中文）、英语、西班牙语、阿拉伯语、葡萄牙语、俄语、意大利语、法语和德语等。根据东英吉利大学的人口生态学家威廉·萨瑟兰对6809种语言的分析来看，将近1/3的语言处于非常危险的地步，有46种语言分别只有一人能够掌握。大部分语言是人类进化过程中自然形成的，但也有少数语言是在某个时候被人为创造出来的，它们被称为人工语言（或人造语言），比如世界语。

### 伦理
人類的性，除了繁殖後代外，還有著相當重要的社會功能，在兩個個體間製造了連繫。性慾除了生理上的衝動，也帶來強烈的感情，正面（愛或是高潮等），反面（譬如說嫉妒）的感情都有（參見性欲）。
受社會規範影響，人類的性有自己一套約定俗成的表達方式。對性方面的選擇通常也會隨著當下的社會規範而變，譬如說某些人會因為宗教教義、社會輿論及對真愛、貞操的理解而不願有婚前性行為。
在今日的人類社會，通常採父系社會、一夫一妻制。部分文化特定條件下可接受一夫多妻（如穆斯林、古代亞洲）或一妻多夫（如古代印度、西藏），某些文化甚至沒有長期且固定的婚姻關係（譬如摩梭人的走婚制），此外會因地方的習俗或法律而不同，分為父系社會或母系社會。

### 人口

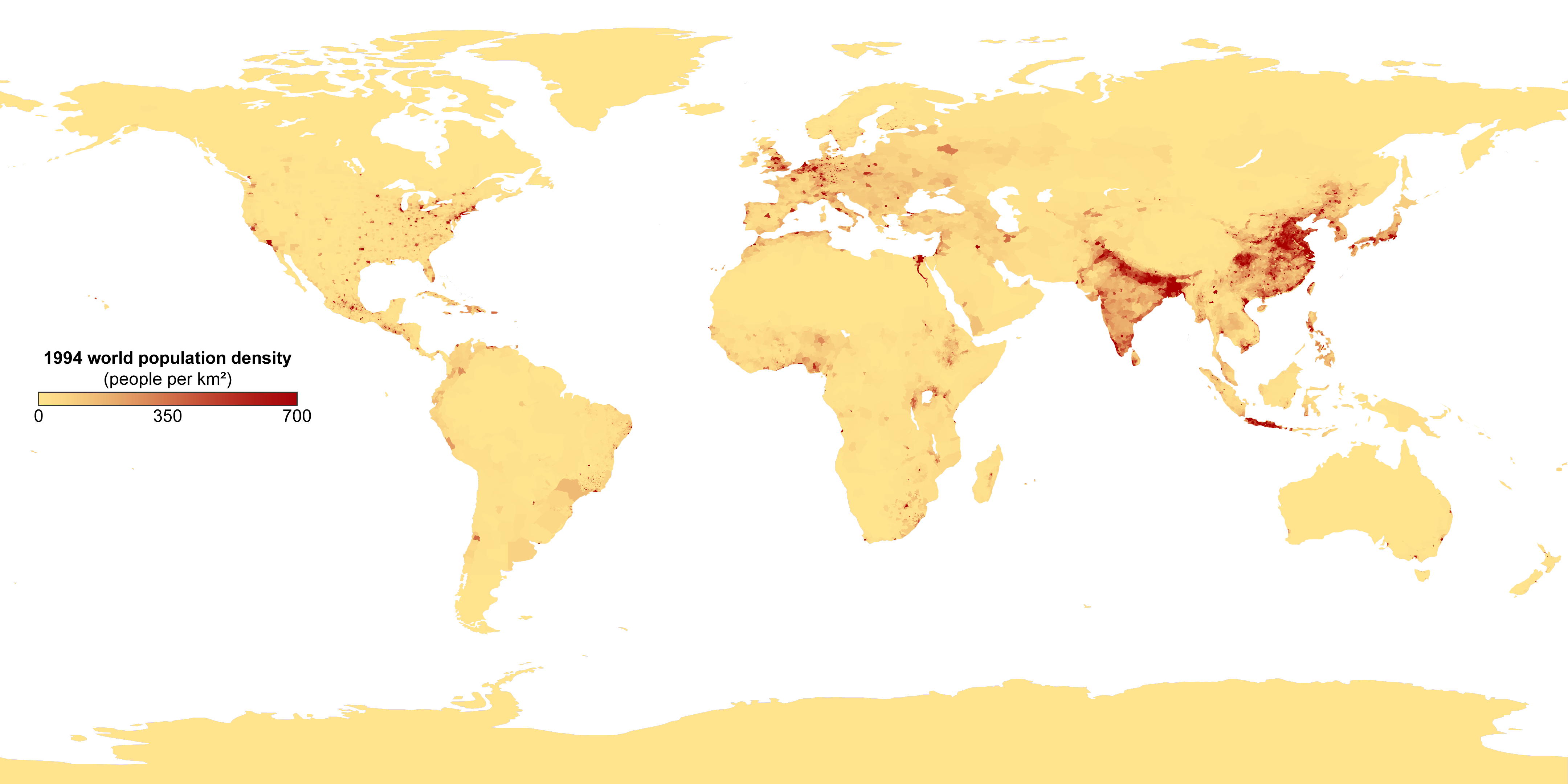
世界人口密度點图

截至2022年底，世界人口超过80亿，联合国估计在2050年时将达到90至100亿。2022年，人口最多的国家是中国（14亿5千万）、印度（14亿1千万）、美国（3亿3千万）、印尼（2亿8千万）、巴基斯坦（2亿3千万）、巴西（2亿1千5百万）、尼日利亚（2亿1千5百万）、孟加拉国（1亿7千万）、俄罗斯（1亿4千5百万）、墨西哥（1亿3千万）、日本（1亿2千5百万）等。一般来说，发达国家和地区的人口增长速度很慢，很多国家甚至已经是负增长。而開發中國家的增长速度却没有放慢。
随着科技发展，人类平均寿命上升，人口老龄化是一个日益严重的社会问题。现在世界上人口老化最严重的国家是摩纳哥，超过22%的人口在65岁以上。意大利和瑞典也超过17%。联合国预测2050年，60岁以上的老年人口比例将由10.0%上升到22.1%。

### 族群
傳統體質人類學習慣以表型來區分，如蒙古人种、高加索人種、尼格罗人种、澳大利亞人種、開普敦人種，但在遺傳學普及後已漸漸被淘汰。

## 人種分類
只列現時中文對國際上不同人群的外表習慣劃分：
- 棕色人種
- 黑色人種
- 白色人種
- 黃色人種

布盧門巴赫的五分法：
- 蒙古人种，即黄色人种，主要分布在中亚、东亚等地
- 埃塞俄比亚人种，即黑色人种，主要分布在非洲、大洋洲等地
- 美洲人种，即红色人种，主要分布在美洲
- 马来人种，即棕色人种，主要分布在东南亚（注意：和20世纪时所说的棕色人种不同）
- 高加索人种，即白色人种，主要分布在欧洲、西亚等地

在布盧門巴赫之后的几十年里，研究人员渐渐将美洲、马来两个人种归并于蒙古人种，结果进入20世纪初剩下三个主要的人种：
- 尼格罗人种，即黑色人种
- 高加索人种，即白色人种
- 蒙古人种，即黄色人种

20世纪最常见的分法是由美国人类学家卡爾頓·S·昆（Carleton S. Coon）提出的：
- 刚果人种，即黑色人种
- 高加索人种，即白色人种
- 蒙古人种，即黄色人种
- 澳大利亚人种，即棕色人种
- 开普敦人种（居于非洲南部，因在特征上和传统的“黑色人种”有别，而分列出来）